# Bizau
Bizau est une commune autrichienne du district de Brégence dans le Vorarlberg.

## Géographie

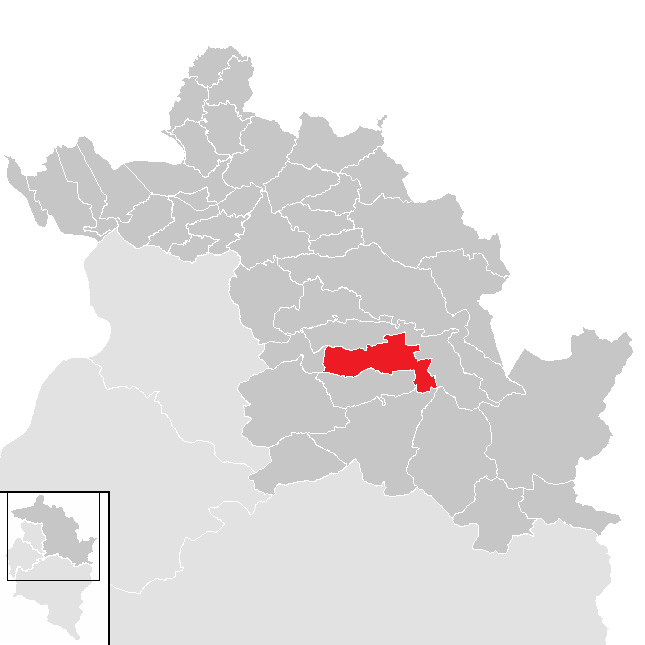
Localisation de Bizau (rouge) dans le district de Bregenz.